# シャヘル
シャヘル (Shahar) は、カナン神話（ウガリット神話）における曙（明けの明星）の神。黄昏（宵の明星）の神シャレムとは対になる神とされる。

## 解説
ラス・シャムラ文書の伝承によると、海辺を歩いていたイルが波の中に飛びこみ、その手を波のように伸ばして二人の女性（アーシラトとアナトとする説がある）を口づけと共に抱擁し、シャレム（夕暮れ）とシャヘル（夜明け）を生ませたとされる。
イザヤ書の「曙の子ルシフェル」という言葉は、聖書で唯一のルシフェルへの言及であるが、「ヘレル・ベン・サハル（輝ける曙の息子）」というヘブライ語の意訳である。よって、シャヘルはルシフェルの父とも解釈できる。しかしバーバラ・ウォーカーの、シャヘルが太陽神に反逆して堕とされ、それがルシフェルの神への反逆の伝説の下敷きになったとする主張が周知され、しばしば両者は同一視される。
シャヘルは日の出とともに、太陽が再生したことを宣言するとされていた。古代のカナン地方では、シャヘル信仰のもとでシャハリート (Shaharit) と呼ばれる礼拝が朝に行われていた。